# Afrouruguaians
Els afrouruguaians són els uruguaians d'ascendència africana, principalment els descendents dels esclaus. La majoria dels afrouruguaians es troben a Montevideo.
El terme "afrouruguaià" es refereix també als fenòmens culturals desenvolupats pels actuals descendents dels esclaus negres colonials, ja que les poblacions africanes que van arribar a l'Uruguai durant la colònia i van experimentar amb el temps un profund mestissatge amb la població criolla i nadiua. El 1996, la població visiblement d'ascendència africana a l'Uruguai conformava aproximadament el 6% de la població total del país, és a dir, unes 164.200 persones. No obstant això, d'acord amb el project nord-americà Joshua, hi ha 57.000 afrouruguaians.

## Història
La presència de persones d'origen africà a l'Uruguai data de l'arribada dels colonitzadors europeus, amb la fundació de Colonia del Sacramento el 1680 i de Montevideo el 1726.
Durant aquesta època existia en tot el subcontinent l'esclavitud. Aquesta va ser abolida durant la independència de l'Uruguai, però va trigar a ser abolida en el veí Brasil, per la qual cosa va haver nombrosos esclaus brasilers que també van contribuir de manera significativa a l'actual comunitat afrouruguaiana.

## Afrouruguaians destacats
- Edgardo Ortuño
- José Roberto Suárez
- Juan Julio Arrascaeta
- Lágrima Ríos
- Martha Gularte
- Pilar Barrios
- Rosa Luna
- Ruben Galloza
- Rubén Rada
- Virginia Brindis de Salas